# Stoke Bruerne
Stoke Bruerne es un pueblo y una parroquia civil del distrito de South Northamptonshire, en el condado de Northamptonshire (Inglaterra).

## Demografía
Según el censo de 2001, Stoke Bruerne tenía 395 habitantes (196 varones y 199 mujeres). 79 de ellos (20%) eran menores de 16 años, 287 (72,66%) tenían entre 16 y 74, y 29 (7,34%) eran mayores de 74. La media de edad era de 41,59 años. De los 316 habitantes de 16 o más años, 64 (20,25%) estaban solteros, 196 (62,03%) casados, y 56 (17,72%) divorciados o viudos. 214 habitantes eran económicamente activos, 208 de ellos (97,2%) empleados y otros 6 (2,8%) desempleados. Había 169 hogares con residentes y ninguno sin ocupar.
| 609                         | 640 | 732 | 762 | 808 | 861 | - | - | 438 | 450 | 438 | 381 | 299 | 284 | - | 229 | 270 |
| (Fuente: Vision of Britain) |     |     |     |     |     |   |   |     |     |     |     |     |     |   |     |     |